# Аванесян, Давид Гаврушевич
Дави́д Гавру́шевич Аванеся́н (род. 15 августа 1988, с. Табынское, Башкортостан, Россия) — российский боксёр-профессионал, армянского происхождения, выступающий в первой полусредней, в полусредней и в первой средней весовых категориях. Среди профессионалов бывший регулярный чемпион мира по версии WBA (2016—2017), временный чемпион мира по версии WBA (2015—2016), чемпион Европы по версии EBU (2019—2022), и чемпиона по версии WBC Baltic (2013—2015) в полусреднем весе.

## Биография
Давид Аванесян родился 15 августа 1988 года в селе Табынское, в Башкортостане, в России.
Он имеет армянское происхождение.

## Профессиональная карьера
На профессиональном ринге Давид дебютировал 12 июня 2009 года в 1-м полусреднем весе, тогда в Сочи (Россия) единогласным решением судей (счёт: 40-36, 40-37 — дважды) победив соотечественника Вазгена Агаджаняна (дебют).
7 ноября 2015 года выиграл бой, победив венесуэльского боксёра Чарли Наварро техническим нокаутом в девятом раунде и завоевал титул временного чемпиона мира по версии WBA в полусреднем весе.
7 ноября 2016 года Всемирная боксерская ассоциация (WBA) объявила Давида Аванесяна обладателем пояса регулярного чемпиона мира по версии WBA Regular в полусреднем весе (до этого он владел титулом временного чемпиона мира по версии WBA). Обладателем данного пояса до этого момента был Кит Турман, который соответственно был повышен до супер-чемпиона мира по версии WBA Super.
2 октября 2021 года на Уэмбли Арена в Лондоне (Великобритания) досрочно техническим нокаутом во 2-м раунде победил опытного британца Лиама Тейлора (23-1-1), в 4-й раз защитив титул чемпиона Европы по версии EBU в полусреднем весе.
И после этого боя подписал долгосрочный контракт с известным британским промоутером Фрэнком Уорреном.
19 марта 2022 года в Лондоне (Великобритания) досрочно техническим нокаутом в 1-м раунде победил ранее небитого финского боксёра Оскари Метца (15-0), и защитил титул чемпиона Европы по версии EBU (5-я защита Аванесяна) в полусреднем весе.
В октябре 2022 года стало известно, что Аванесян подписал контракт на бой 10 декабря 2022 года за титул чемпиона мира по версии WBO (6-я защита Кроуфорда) в полусреднем весе со знаменитым небитым американцем Теренсом Кроуфордом (38-0). После чего он отказался от титула чемпиона Европы по версии EBU в полусреднем весе и соответственно от запланированной на 19 ноября шестой защиты этого титула против обязательного претендента на этот титул небитого боксёра из Испании Йона Мигеса (17-0).

## Статистика профессиональных боёв
В таблице перечислены результаты всех поединков боксёров.
В каждой строке указан результат поединка. Дополнительно номер поединка обозначен цветом, который обозначает итог поединка. Расшифровка обозначений и цветов представлена в нижеследующей таблице.
| Пример | Расшифровка                     |
| ------ | ------------------------------- |
|        | Победа                          |
|        | Ничья                           |
|        | Поражение                       |
|        | Планируемый поединок            |
|        | Поединок признан несостоявшимся |
| КО     | Нокаут                          |
| ТКО    | Технический нокаут              |
| PTS    | Решение судей (по очкам)        |
| UD     | Единогласное решение судей      |
| MD     | Решение большинства судей       |
| SD     | Раздельное решение судей        |
| RTD    | Отказ от продолжения боя        |
| DQ     | Дисквалификация                 |
| NC     | Поединок признан несостоявшимся |

| 36 поединка, 30 побед (18 нокаутом), 1 ничья, 5 поражения. | 36 поединка, 30 побед (18 нокаутом), 1 ничья, 5 поражения. | 36 поединка, 30 побед (18 нокаутом), 1 ничья, 5 поражения. | 36 поединка, 30 побед (18 нокаутом), 1 ничья, 5 поражения. | 36 поединка, 30 побед (18 нокаутом), 1 ничья, 5 поражения. | 36 поединка, 30 побед (18 нокаутом), 1 ничья, 5 поражения. | 36 поединка, 30 побед (18 нокаутом), 1 ничья, 5 поражения.                                                                              |
| Бой                                                        | Рекорд                                                     | Дата боя                                                   | Соперник                                                   | Место проведения боя                                       | Результат                                                  | Комментарии |
| ---------------------------------------------------------- | ---------------------------------------------------------- | ---------------------------------------------------------- | ---------------------------------------------------------- | ---------------------------------------------------------- | ---------------------------------------------------------- | --- |
| 34                                                         | 29-4-1                                                     | 10 декабря 2022                                            | Теренс Кроуфорд (38-0)                                     | CHI Health Center, Омаха, Небраска, США                    | KO 6 (12), 2:14                                            | Бой за титул чемпиона мира по версии WBO (6-я защита Кроуфорда) в полусреднем весе.                                                     |
| 33                                                         | 29-3-1                                                     | 19 марта 2022                                              | Оскари Метц (15-0)                                         | Уэмбли Арена, Лондон, Великобритания                       | TKO 1 (12), 2:00                                           | Защитил титул чемпиона Европы по версии EBU (5-я защита Аванесяна) в полусреднем весе.                                                  |
| 32                                                         | 28-3-1                                                     | 2 октября 2021                                             | Лиам Тейлор (23-1-1)                                       | Уэмбли Арена, Лондон, Великобритания                       | TKO 2 (12), 2:18                                           | Защитил титул чемпиона Европы по версии EBU (4-я защита Аванесяна) в полусреднем весе.                                                  |
| 31                                                         | 27-3-1                                                     | 20 февраля 2021                                            | Джош Келли (10-0-1)                                        | Уэмбли Арена, Лондон, Великобритания                       | TKO 6 (12), 2:15                                           | Защитил титул чемпиона Европы по версии EBU (3-я защита Аванесяна) в полусреднем весе.                                                  |
| 30                                                         | 26-3-1                                                     | 12 декабря 2019                                            | Хосе дель Рио (29-8-1)                                     | Pavelló de la Vall d'Hebron, Барселона, Испания            | KO 1 (12), 2:06                                            | Защитил титул чемпиона Европы по версии EBU (2-я защита Аванесяна) в полусреднем весе.                                                  |
| 29                                                         | 25-3-1                                                     | 28 сентября 2019                                           | Керман Лехаррага (2) (28-1)                                | Бильбао Арена, Бильбао, Испания                            | TKO 1 (12), 2:26                                           | Защитил титул чемпиона Европы по версии EBU (1-я защита Аванесяна) в полусреднем весе.                                                  |
| 28                                                         | 24-3-1                                                     | 30 марта 2019                                              | Керман Лехаррага (27-0)                                    | Бильбао Арена, Бильбао, Испания                            | TKO 9 (12), 2:27                                           | Завоевал титул чемпиона Европы по версии EBU (2-я защита Лехарраги) в полусреднем весе.                                                 |
| 27                                                         | 23-3-1                                                     | 16 февраля 2018                                            | Эгидиюс Каваляускас (18-0)                                 | Grand Sierra Resort, Рино, Невада, США                     | TKO 6 (10), 1:55                                           | Бой за титул чемпиона по версии NABF (1-я защита Каваляускаса) в полусреднем весе.                                                      |
| 26                                                         | 23-2-1                                                     | 9 декабря 2017                                             | Серж Амбомо (6-4)                                          | Imperial Banqueting Suite, Бристоль, Великобритания        | PTS 8 (8)                                                  | Счёт судьи: 79-72. Амбомо в нокдауне в 1-м и 7-и раундах.                                                                               |
| 25                                                         | 22-2-1                                                     | 18 февраля 2017                                            | Ламонт Питерсон (34-3-1)                                   | Cintas Center, Цинциннати, Огайо, США                      | UD 12 (12)                                                 | Счёт судей: 113-115, 112-116 (дважды). Утратил титул регулярного чемпиона мира по версии WBA (1-я защита Аванесяна) в полусреднем весе. |
| 24                                                         | 22-1-1                                                     | 28 мая 2016                                                | Шейн Мосли (49-9-1)                                        | Хила Ривер Арена, Глендейл, Аризона, США                   | UD 12 (12)                                                 | Счёт: 114-113, 117-110 (дважды). Защитил титул временного чемпиона мира по версии WBA (1-я защита Аванесяна) в полусреднем весе.        |
| 23                                                         | 21-1-1                                                     | 7 ноября 2015                                              | Чарли Наварро (25-7-0)                                     | Salle des Étoiles, Монте-Карло, Монако                     | TKO 9 (12), 1:50                                           | Завоевал титул временного чемпиона мира по версии WBA в полусреднем весе.                                                               |
| 22                                                         | 20-1-1                                                     | 27 июня 2015                                               | Дин Бирн (17-4-2)                                          | Hilton Hotel, Блэкпул, Ланкашир, Великобритания            | TKO 6 (8), 0:41                                            | |
| 21                                                         | 19-1-1                                                     | 7 декабря 2014                                             | Ласло Фазекаш (22-16-1)                                    | Titanic Hotel, Ливерпуль, Мерсисайд, Великобритания        | PTS 10 (10)                                                | Счёт судьи: 99-93. |
| 20                                                         | 18-1-1                                                     | 26 сентября 2014                                           | Рамон де ла Круз Сена (18-12-2)                            | Баскет-холл, Краснодар, Россия                             | UD 10 (10)                                                 | Счёт судей: 100-90, 100-91, 99-91. Защитил титул чемпиона по версии WBC Baltic (2-я защита Аванесяна) в полусреднем весе.               |
| 19                                                         | 17-1-1                                                     | 18 апреля 2014                                             | Кайзер Мабуза (25-10-3)                                    | Баскет-холл, Краснодар, Россия                             | UD 12 (12)                                                 | Счёт судей: 119-108, 118-110, 117-110. Защитил титул чемпиона по версии WBC Baltic (1-я защита Аванесяна) в полусреднем весе.           |
| 18                                                         | 16-1-1                                                     | 4 ноября 2013                                              | Карлос Эррера (24-5)                                       | Баскет-холл, Краснодар, Россия                             | KO 2 (10), 1:46                                            | Завоевал вакантный титул чемпиона по версии WBC Baltic в полусреднем весе.                                                              |